# Springende kamperfoeliegalmug
De springende kamperfoeliegalmug (Contarinia lonicerae) is een muggensoort uit de familie van de galmuggen (Cecidomyiidae). De wetenschappelijke naam van de soort is voor het eerst geldig gepubliceerd in 1909 door Kieffer.